# José Joaquín Granados y Gálvez
José Joaquín Granados y Gálvez, O.F.M. (Sedella, provincia de Málaga, 1743 - 1794). Predicador franciscano, pasó a la Nueva España en 1751 y durante muchos años residió en Michoacán. Entre 1788 y el año de su muerte fue segundo obispo de Sonora. Es autor de la obra Tardes americanas: gobierno gentil y católico: breve y particular noticia de toda la historia indiana: sucesos, casos de la Gran Nación Tolteca a esta tierra de Anáhuac, hasta los presentes tiempos, México, 1778. 
En el estado mexicano de Sonora, existe en su honor el Municipio de Granados.